# Bataille de Werben
Guerre de Trente Ans
Batailles
La bataille de Werben est livrée le 22 juillet 1631 entre les Suédois commandés par le roi Gustave II Adolphe et les Impériaux dirigés par Jean t'Serclaes, comte de Tilly dans le cadre de la guerre de Trente Ans. Elle se termine par la victoire des Suédois.